# Henri Jolivet
‌
Pas d'image ? Cliquez ici

a Compétitions nationales et continentales officielles uniquement.

Dernière mise à jour le 14 décembre 2021.
Henri Jolivet, né le 8 juillet 1917, est un joueur français de rugby à XV qui évolue au poste de pilier.

## Biographie
Henri Jolivet naît le 8 juillet 1917 à Toulouse.
Il exerce la profession de notaire.

### Champion de France 1947
Avec le Stade toulousain, il remporte 2 coupes de France consécutives en 1946 et 1947 et surtout le titre champion de France la même année.
Il rejoint le FC Grenoble qui lui propose un poste.
La challenge sportif n'est pas le même, Grenoble souffre d'une crise d'effectifs et pour dès sa deuxième saison avec le club grenoblois, les Alpins sont relégués en deuxième division.
Mais grâce à son expérience et à un recrutement important avec notamment ses anciens coéquipiers toulousain Roger Baqué et Pierre Gaussens mais aussi le maître à jouer Jean Liénard, l'ancien talonneur international Marcel Jol ou encore le deuxième ligne italien Sergio Lanfranchi, les Grenoblois retrouvent l'élite au bout de deux ans en remportant le titre de champion de France de deuxième division en 1951.

### Champion de France 1954
Puis, il remporte un second Bouclier de Brennus en 1954 avec Grenoble.

## Palmarès
- Championnat de France de première division :
  - Champion (2) : 1947 et 1954
- Championnat de France de deuxième division :
  - Champion (1) : 1951
- Coupe de France :
  - Vainqueur (2) : 1946 et 1947